# ケイト・サリヴァン
ケイト・サリヴァン(Kate Sullivan)は、アメリカのニュースキャスター・ジャーナリストである。CBS放送所属。

## 経歴
男性キャスターのモーリス・デュボアと共にウィークディのAM5:00～7:00(東部時間)に放送されるCBS2NEWS THIS MORNINGのメインキャスターを務める。ノートルダム大学を首席で卒業。
- ニュー・イングランドの歴史ある家に生まれた。大学卒業後、就職活動とインターンでインディアナ州のWSBT-TVと、ロードアイランド州のWJARで働いた後、カンザス州の「Channel 7 NEWS at 6」でキャスターを務めた。 2000年、KATVに移籍。「KATVs Live at Five」のキャスターとなった。KATVではメインキャスター兼リポーターを務め9.11の際はニューヨークから彼女がリポートした。
- 2006年4月にCBS放送に移籍。エミー賞受賞経験もある。